# Ballade!!! på turné
Ballade!!! på turné är ett musikalbum med musikgruppen Ballade!, en musikgrupp bestående av Lillebjørn Nilsen, Åse Kleveland, Birgitte Grimstad och Lars Klevstrand. Albumet spelades in "live" i Sandvika Kino 8 januari 1978 och utgavs som LP och kassett av skivbolaget NorDisc. Albumet återutgavs som CD 1994.

## Låtlista
Sida 1 ("Før Pausen")
1. "Munter innmarsj" (Trad.) – 0:55
2. "Trubadurtablå" (Jacob Offenbach, norsk text: Lillebjørn Nilsen) – 2:42
3. "Hei Knut!" ("Hey Jude" av Lennon/McCartney, norsk text: Lillebjørn Nilsen) – 3:45
4. "Nordmanns vis" (Claus Frimann) – 3:20
5. "Musikk fra Sjoa" (Trad.) – 1:28
6. "Ver velkommen med æra" (Geir Tveitt) – 4:10
7. "April Is In My True Love's Face" (Thomas Morley)[vem?] – 1:15

Side 2 ("Etter Pausen")
1. "Yerakina/Kjæringa va på sæter'n" (Trad., arr.: Lillebjørn Nilsen) – 4:45
2. "Choo Choo Loza" (Trad.) – 1:15
3. "Vårt firma jubilerer (halleluja amen)" (Th. Olesen/R. Hopkins/Lillebjørn Nilsen – 3:20
4. "Leaning on a Lamp-post" (Noel Gay) – 4:20
5. "Digt (ta deg sammen)" (Lillebjørn Nilsen) – 4:30
6. "Vær utålmodig menneske (utdrag)" (Birgitte Grimstad/Lars Klevstrand/Inger Hagerup) – 3:10

## Medverkande
- Lillebjørn Nilsen – sång, gitarr, bouzouki, ukulele, körsång
- Åse Kleveland – sång, gitarr, ukulele, körsång
- Birgitte Grimstad – sång, ukulele, kazoo, körsång
- Lars Klevstrand – sång, gitarr, körsång